# 임택순
임택순(任宅淳, 1930년 12월 31일~1953년 3월 6일)은 대한민국 공군 대위로 제10전투비행전대 F-51전투기 조종사로 임무를 수행하였다. 6.25 전쟁 당시의 공을 인정받아 1952년 공비토벌기장과 6.25사변종군기장을 받았고, 1953년 4월 20일 특진과 함께 을지무공훈장을 수여받았다. 2021년 3월 국가보훈처 선정 이달의 6.25 전쟁 영웅에 선정되었다.

## 생애

### 공군사관학교 입교
임택순은 서울 중구 을지로 1가 55번지에서 출생했고 경기중학교와 경기고등학교를 졸업하고 육군항공사관학교에 1949년 6월 10일 생도 1기로 입교하였다. 입교 후 6.25 전쟁이 발발하고 공군사관학교가 후퇴방침에 따라 수원, 대전, 대구, 진해 및 제주도로 이동하였다가 1951년 5월 1일 진해로 최종적으로 이동하게 되어 1958년 서울로 이전하기 전까지 진해에 머무르게 되는데 임택순은 이러한 이동을 함께 겪으며 이후 1951년 8월 5일 진해에서 제 1기 사관생도 졸업과 함께 공군사관학교를 졸업하고 공군 소위로 임관하게 된다.

### 임관 후 근무
공군사관학교를 졸업한 임택순은 처음으로 제 21정찰대대 및 제15교육비행전대에서 교관으로 근무하게 된다. 이후 1952년 중위로 진급하게 되고 공군 첫 전투비행부대인 제 10전투비행전대에 배속되어 F-51 머스탱 전투기 조종사로 근무하게 된다. 약 12번의 전투 출격을 통해 적 탱크 진지 공격과 보급로 차단, 지상군의 항공지원 작전 등의 임무를 맡았다.

### 마지막 출격과 전사과정

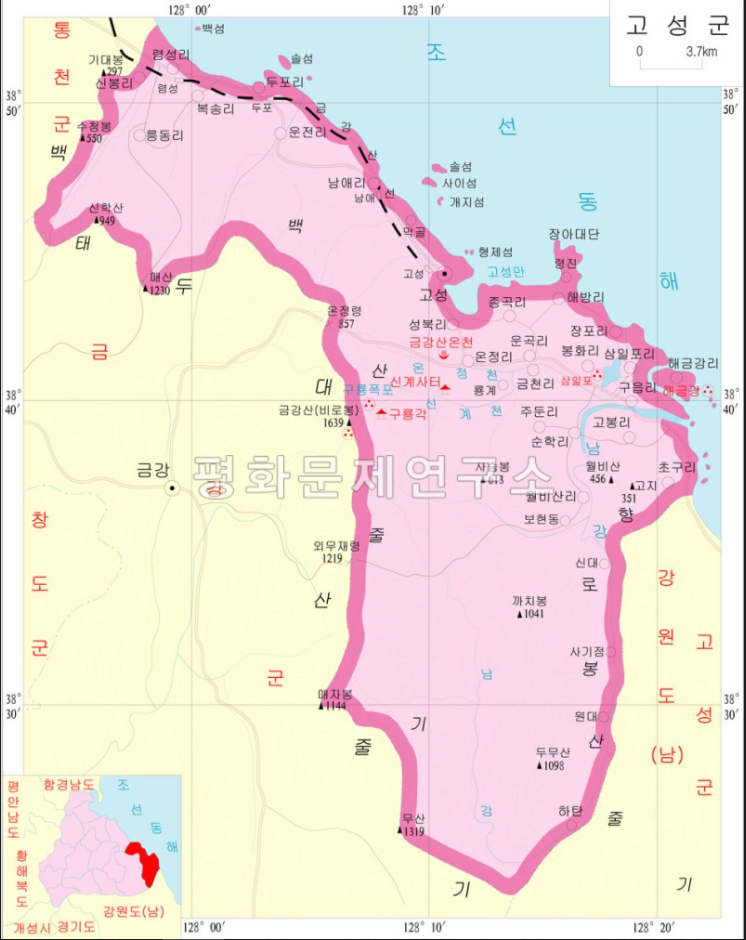
임택순 대위의 마지막 전투가 이루어졌던 351고지와 월비산 지구가 있는 고성군 지도이다.

1953년 3월 휴전에 거의 근접한 시기에 대한민국 육군 1군단은 요충지 확보를 위해 고성지역 부근에서 조선민주주의인민공화국의 육군 7군단과의 교전중에 있었다. 이때 1군단은 제10전투비행전대에 지원을 요청하게 되었고 이를 통해 임택순은 F-51 머스탱 전투기를 타고 강원도 고성의 351고지와 월비산지구에 대한 방어를 위한 근접항공 지원작전으로 파견되어 적의 진지를 파괴하는 임무를 맡아 출격하게 된다. 적의 351고지 부근 진지를 파괴하고 방향을 바꾸던 도중 적의 대공포탄에 전투기 우측 날개가 분해되는 큰 피해를 입었다. 이에 당시 전방에서 이를 지켜보던 전방공중통제관은 임택순 중위에게 전투기에서 탈출할 것을 권유했으나 임택순 중위는 기수를 적보급소가 위치한 계곡으로 향하여 끝까지 조국을 위해 싸우다 장렬히 산화했다. 이는 공군사관학교 창설이래 첫 전사자로 기록되었다. 이후 10전투비행전대는 휴전일인 7월 27일까지 351고지전투 근접항공지원작전을 통해 북한의 보급품 집적소 509개소, 벙커 736개소, 야포 진지 158개소등을 파괴하는 전과를 올렸고 이를 통해 38선 북쪽의 설악산, 거진, 간성지역을 확보할 수 있었다.

## 사후

국가보훈처에서 제작한 임택순 대위의 포스터

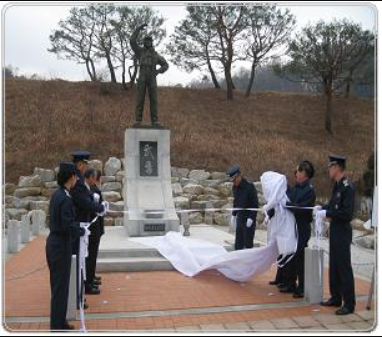
공군사관학교 박물관 앞에 설립되어있는 임택순 대위의 동상

임택순은 대한민국 공군 창설이래 최초로 전사한 공군사관학교 출신 전투조종사로 기록되었으며 이에 공군은 1953년 3월 16일 공군장교집회소에서 그를 추모하는 특별 좌담회를 직접 개최하였고 후에 공비토벌기장과 6.25사변종군기장을 받았다. 1953년 4월 20일에는 그의 공훈을 기리기 위해 정부에서 임택순 중위를 대위로 1계급 특진시키고 대통령수장으로 을지무공훈장이 추서되었다. 이후 그의 위국헌신 정신을 기리기 위해 공군사관학교는 1960년 3월 19일 서울 대방동 공군사관학교 교정에 임택순 대위 동상을 세웠고 1985년 12월 충북 청원으로 이전하면서 1기~33기 졸업생들의 성금을 통해 박물관 앞에 재건립하게 된다. 2009년부터는 '임택순 상'을 제정하고 뛰어난 위국헌신 정신을 가진 10년차 조종사와 일반장교 각 1명을 선정하여 매년 수여하고 있다.
| “ | 임택순 대위가 마지막 출격하기 전날 쓴 일기의 한 대목 “死生有命 不足論, 男兒從容 往大空” (태어남과 죽음은 명에 달렸으니 족히 논하지 말자. 사나이 조용히 하늘로 나아간다.) | ” |

## 임택순 대위가 받은 훈장
|  | 공비토벌기장 : 대통령령 제488호, 1951년 4월 28일에 제정된 것으로 국방부장관에 의해 수여된다. 임택순의 경우 공비토벌기장령 제1조 1항에 의하여(반란지구에서 토벌에 참가하였거나 또는 군사에 관한 임무를 띄고 반란지구에 임한 군인, 군속, 경찰관 및 기타 문관) 수여받았다.   |
|  | --- |
|  | 6.25사변 종군기장 : 6.25전쟁에 참전한 군인에게 6.25사변종군기장령 [대통령령 제390호]에 의거하여 수여된 종군기장. 원형 메달로 수(綬)가 달린 형태. 앞면에는 대한민국도형, 탄환, 월계엽이, 뒷면에는 '六二五사변종군기장', '대한민국'이 새겨짐. 수는 세로 줄무늬로 되어 있음. |
|  | 을지무공훈장 : 무공훈장은 전시 또는 이에 준하는 비상사태에서 전투에 참가하거나 접적지역에서 적의 공격에 대응하는 등 전투에 준하는 직무수행으로 뚜렷한 무공을 세운 사람에게 수여하며, 이를 5등급으로 하는데 그 중 을지무공훈장은 2번째로 높은 등급에 해당하는 훈장이다.    |

## 임택순 대위가 조종한 F-51D

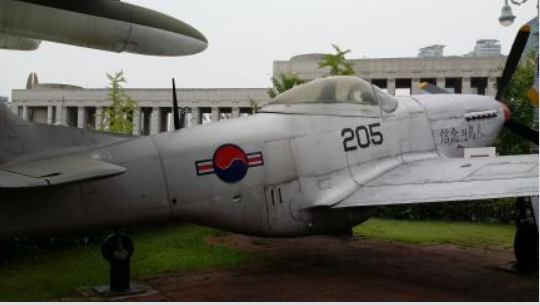

F-51D 머스탱 전투기는 미국이 6.25전쟁에 개입하기로 결정하고 기존의 전투기 지원을 거부하던 입장을 돌려 전투기 10대를 먼저 지원했는데 이것이 F-51D 머스탱이고 후에는 총 133대를 도입하여 수많은 전투에 도입되었다. 프로펠러형 전투기로 제트기와의 성능차이가 심해 공중전은 맡지 않았다. 임택순 대위의 임무만 보아도 주로 탱크진지와 시설 파괴, 적의 보급로 차단 및 지상군의 항공지원을 주로 맡으며 공중전보다는 지상항공지원이 주임무였다. 6.25전쟁당시 대한민국의 공군 조종 교관이었던 딘 헤스 중령이 자신의 전용 머스탱에 그의 좌우명인 '신념으로 하늘을 난다.'를 번역한 신념(信念)의 조인(鳥人)이 F-51D 머스탱의 별명이고 이는 오늘까지 공군 조종사의 상징이다. 당시 대한민국 공군에서 급하게 인수하느라 기체의 국적표시도 제대로 고치지 못하여 사진에서 볼 수 있듯 처음 10대의 경우는 미국의 국적표시마크에서 별 대신 태극문양만 들어간 모양의 국적표시마크를 가진채 인수되어왔다.

## 같이 보기
- 대한민국 공군
- 노스아메리칸 P-51/F-51 머스탱
- 6.25 전쟁
- 제10전투비행단
- 공군사관학교 (대한민국)
- 을지무공훈장
- 대한민국 최초 운용 전투기(F-51D 무스탕)
- 대한민국
- 조선민주주의인민공화국

## 참고 문헌
국방부 군사편찬연구소 발행 논문 <6.25 전쟁 중 한국공군의 항공작전(1950.6~1953.7)>
한국군사학논집 논문 <전쟁에서의 죽음을 기억하는 하나의 방식: 6 · 25전쟁기 공군 전사 · 순직자를 중심으로>